# スポーツ総合学園SEED
スポーツ総合学園SEED（スポーツそうごうがくえんシード）は、愛知県常滑市を本拠地とし、日本野球連盟に加盟していた社会人野球のクラブチーム。旧チーム名は「ルーキーズ」。チーム名の「Seed」は、「Sport and Education Encourage your Dream（スポーツと教育であなたの夢を応援）」の意味。

## 概要
2010年、母体となる「特定非営利活動法人ルーキーズ」が設立。常滑市から提供を受けた廃園保育園の施設を再利用し、入塾生が高等学校卒業資格を取得出来るようにサポートする他、硬式野球部を設置して野球を通した肉体・精神の鍛錬を行う環境が整っている。韓国のチームとの交流試合や少年野球の指導など地元に密着した活動も行っている。中学校卒業者及び高等学校中退者に対して、野球を通した再チャレンジ教育支援を実施している特定非営利活動法人（NPO法人）である。高等学校を対象とした野球チームが日本野球連盟に加盟しているのは本チームのみとされている。
2011年4月21日付けで、「NPOルーキーズ」が日本野球連盟に新規登録される。
2012年、元中日ドラゴンズに所属した投手の野口茂樹がコーチに、2000年に沖縄の公立校・那覇高を甲子園に導いた池村英樹が監督に就任した。野口は2013年からは監督に就任し、自らの選手登録も行った。
2013年1月12日、NPOルーキーズ理事長の山田豪を東海テレビが密着取材したドキュメンタリー番組『ホームレス理事長～退学球児再生計画～』が放映された。
従業員に対する賃金未払で団体交渉を申込まれていたが、名古屋地方検察庁半田支部において、2014年10月30日に従業員の訴えを不起訴処分とした。
2014年10月1日より、愛知県と委託契約し「障害者委託訓練」をスタートさせ、グローブの修理等の訓練を障害者に教えている。
2016年4月4日付けで、チーム名を『通信教育総合学園ROOKIES』に改称した。
2018年、チーム名を『スポーツ総合学園SEED』に改称した。
2023年2月2日付で日本野球連盟を脱退し、チームは解散した。

## ルーキーズのドキュメンタリー番組と山田豪理事長
2010年のルーキーズ発足から2012年末までのチームの動きを東海テレビが取材。2013年1月12日、同局にてドキュメンタリー番組『ホームレス理事長 ～退学球児再生計画～』が放映された。主役を選手ではなくNPOルーキーズ理事長の山田豪とした狙いについて、ディレクターの圡方宏史は「みんなが協力して再起を目指すというわかりやすい話にしたくなかったから」と述べている。
NPOルーキーズ理事長の山田豪が家賃滞納でアパートを追い出され、ネットカフェを転々としながら、一口2万円の協賛金を募るため地元の鉄工所や酪農家などを訪ね歩く様子や、高利の金融で資金調達を図り、それが不可能となると取材班に土下座して借金しようとする姿が映し出され、話題となった。
また、山田が野球指導で招聘した監督・池村英樹が選手に暴力をふるう場面は、視聴者から批判が殺到した。選手の一人が「母親と喧嘩をしたとき手首を切って死のうとした」と池村に打ち明けると、池村は「お前の命はそんなに軽いのか」と言いながら9回選手を平手打ちした。2013年5月に再放送されることが決まった際、社内で暴力場面の削除や「平手打ちを2回に減らしては」などの意見が出た。しかしプロデューサーの阿武野勝彦は「視聴者を不快にしたことは謝るべきだが、清く正しいものばかり求めると表現が窮屈になる」と周囲を説き伏せ、押し切った。
2014年2月22日から3月14日まで、『ホームレス理事長』は名古屋市千種区の名古屋シネマテークにて映画として上映された。本編110分。このときも平手打ちの場面はそのまま残された。2016年にはポレポレ東中野などで全国公開された。
2019年4月21日に行われた常滑市議会議員選挙に山田は日本維新の会公認で立候補し、初当選した。
同年8月1日、「あいちトリエンナーレ2019」が開催されると、日本維新の会代表の松井一郎は企画展「表現の不自由展・その後」を激しく非難。8月3日、山田は愛知維新の会（日本維新の会愛知県支部）代表の杉本和巳衆議院議員らとともに実行委員会事務局を訪れ、「即刻の展示中止」を求める文書を提出した。
2020年8月25日、大村秀章知事リコール運動の署名活動が開始される。山田はリコール団体副事務局長、また請求代表者として積極的に運動に参加。
2021年2月1日、愛知県選挙管理委員会は、上記リコール運動につき、提出された43万5231人分の署名の83.2％にあたる約36万2千人分が無効との調査結果を発表した（愛知県知事リコール署名偽造事件を参照）。2月4日に開かれた記者会見で山田は「大量の不正署名は大村知事が送り込んだスパイによる妨害工作だ」と訴えたが、4月15日、不正署名の自らの関与を認め、4月17日付で議員辞職した。また、リコール団体事務局長の田中孝博から、ルーキーズの選手たちに署名偽造を手伝わせるよう指示を受けたと明かした。山田は田中の指示を断ったとされる。

## 元プロ野球選手の競技者登録
- 野口茂樹（元：中日ドラゴンズ、読売ジャイアンツ） - コーチ（2012年）→監督兼任投手（2013年）→給料の支払いがされなくなり退団。
- 安江嘉純（元：千葉ロッテマリーンズ育成選手） - 監督（2019年）